# Wallace et Gromit : La Palme de la vengeance
Série
Wallace et Gromit : Sacré pétrin
(2005)
Pour plus de détails, voir Fiche technique et Distribution.
Wallace et Gromit : La Palme de la vengeance (Wallace & Gromit: Vengeance Most Fowl) est un film d'animation britannique réalisé par Nick Park et Merlin Crossingham, sorti en 2024. Il s'agit du deuxième long métrage en animation de pâte à modeler mettant en scène Wallace et Gromit, près de vingt ans après la sortie de Wallace et Gromit : Le Mystère du lapin-garou, et de la sixième production mettant en scène ces personnages après Un Sacré Pétrin, sorti en 2008.
Le film met en scène Gromit qui s'inquiète de plus en plus de la dépendance de son maître envers ses inventions. Ses craintes se confirment lorsque Wallace crée Norbot, un nain de jardin intelligent.
Premier métrage où Wallace n'est pas interprété en version originale par Peter Sallis, mort en 2017 et remplacé par Ben Whitehead, le film marque également le retour de l'antagoniste Feathers McGraw, 32 ans après sa première apparition dans Un mauvais pantalon (1993).
Le film est présenté en avant-première lors de la clôture de l'AFI Fest, il connaît une sortie limitée dans quelques pays, avant une diffusion sur la BBC le 25 décembre 2024 et sur Netflix le 3 janvier 2025.

## Synopsis

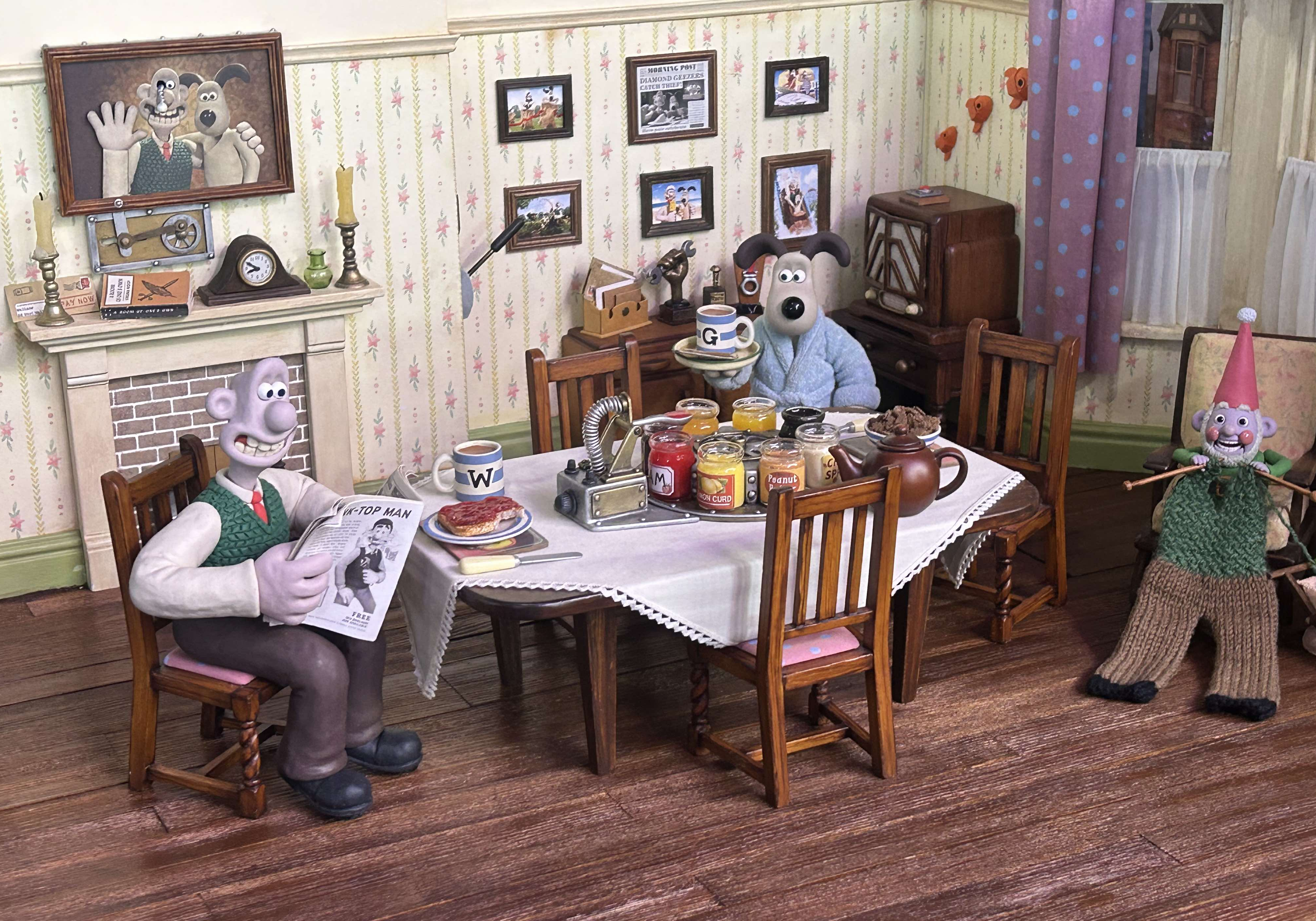
Wallace et Gromit. Scène du film reconstituée, en exposition à Bristol au Royaume-Uni.

Wallace invente un nain de jardin robotique nommé Norbot et lance une entreprise proposant ses services pour entretenir les jardins. Gromit se sent quant à lui délaissé et s'inquiète de la dépendance croissante de Wallace envers la technologie. Agacé par le bruit causé par Norbot lorsqu'il se recharge la nuit, Gromit décide de l'emmener au sous-sol pour le brancher sur un ordinateur.
Feathers McGraw, un manchot emprisonné dans un zoo après avoir tenté de voler le diamant bleu du musée de la ville, apprend l'existence de Norbot à la télévision. Il pirate l'ordinateur de Wallace et reprogramme Norbot à distance pour qu'il lui obéisse et crée une armée de nains de jardin. Pendant leurs travaux dans les jardins de la ville, les nains volent divers objets. L'inspecteur en chef Albert Mackintosh et sa nouvelle recrue, l'agent Mukherjee, soupçonnent Wallace et confisquent plusieurs de ses inventions, sans découvrir les nains.
Gromit récupère un dispositif de suivi des nains au commissariat et les localise au zoo. Il y découvre que les nains ont utilisé les objets volés pour construire un sous-marin, destiné à permettre l'évasion de Feathers par les égouts. Repéré par Feathers, Gromit est attaqué par Norbot qui scie la branche de l'arbre où ils se tenaient, mais l'impact de la chute réinitialise le robot à ses paramètres d'origine.
Au musée, Gromit constate que le diamant bleu, qui s'apprête à être remis en exposition à l'occasion d'une cérémonie, a été remplacé par un navet : Feathers avait caché le véritable diamant dans une vieille théière de Wallace avant d'être arrêté. Gromit retourne chez lui, mais lui et Wallace sont capturés par les nains. Feathers récupère le diamant et enferme Wallace et Gromit dans un placard.
Avec l'aide d'un souffleur de feuilles, Wallace et Gromit s’échappent avec Norbot. Ils poursuivent Feathers sur un canal, à bord de péniches, tandis que Mackintosh et Mukherjee les suivent à vélo. Wallace invente une machine qui lance des bottes, permettant de réinitialiser tous les nains. Gromit monte sur la péniche de Feathers, mais ce dernier détourne le bateau vers un aqueduc lorsqu'il aperçoit un barrage policier. Wallace convainc Gromit de remettre le sac contenant le diamant à Feathers, qui saute de la péniche, laquelle tombe dans le vide. Gromit est sauvé par Norbot et les autres nains.
Feathers s’échappe en train vers le Yorkshire, mais découvre que Gromit a remplacé le diamant par un navet. Mackintosh félicite Mukherjee pour son instinct et prend sa retraite. Wallace revient sur ses inventions, admettant que les machines ne peuvent remplacer la touche humaine, tandis que Gromit accepte les Norbot dans leur foyer.

## Fiche technique
Sauf indication contraire, les informations mentionnées dans cette section peuvent être confirmées par la base de données cinématographiques IMDb,  présente dans la section « Liens externes ».
- Titre original : Wallace & Gromit: Vengeance Most Fowl
- Titre français : Wallace et Gromit : La Palme de la vengeance
- Réalisation : Nick Park, Merlin Crossingham
- Scénario : Nick Park et Mark Burton, d'après les personnages créés par Nick Park
- Musique : Lorne Balfe, Julian Nott
- Montage : Dan Hembery
- Photographie : Dave Alex Riddett
- Décors : Phoebe Gibson
- Effets visuels : Howard Jones, Julian Bryant, Richard Spence
- Direction artistique : Gavin Lines
- Production : Richard Beek et Claire Jennings
  - Production déléguée : Peter Lord et Javier Hernáez
  - Production exécutive : Christopher Meledandri[réf. nécessaire]
- Sociétés de production : Aardman Animations et BBC
- Pays de production :  Royaume-Uni
- Langue originale : anglais
- Format : couleur — 2,35:1
- Durée : 82 minutes[3]
- Dates de sortie :
  - États-Unis : 27 octobre 2024 (avant-première mondiale à l'AFI Fest) ; 18 décembre 2024 sortie limitée)
  - Royaume-Uni : 18 décembre 2024 ; 25 décembre 2024 (diffusion sur la BBC)
  - Irlande : 18 décembre 2024
  - Monde : 3 janvier 2025 (sur Netflix)

## Distribution

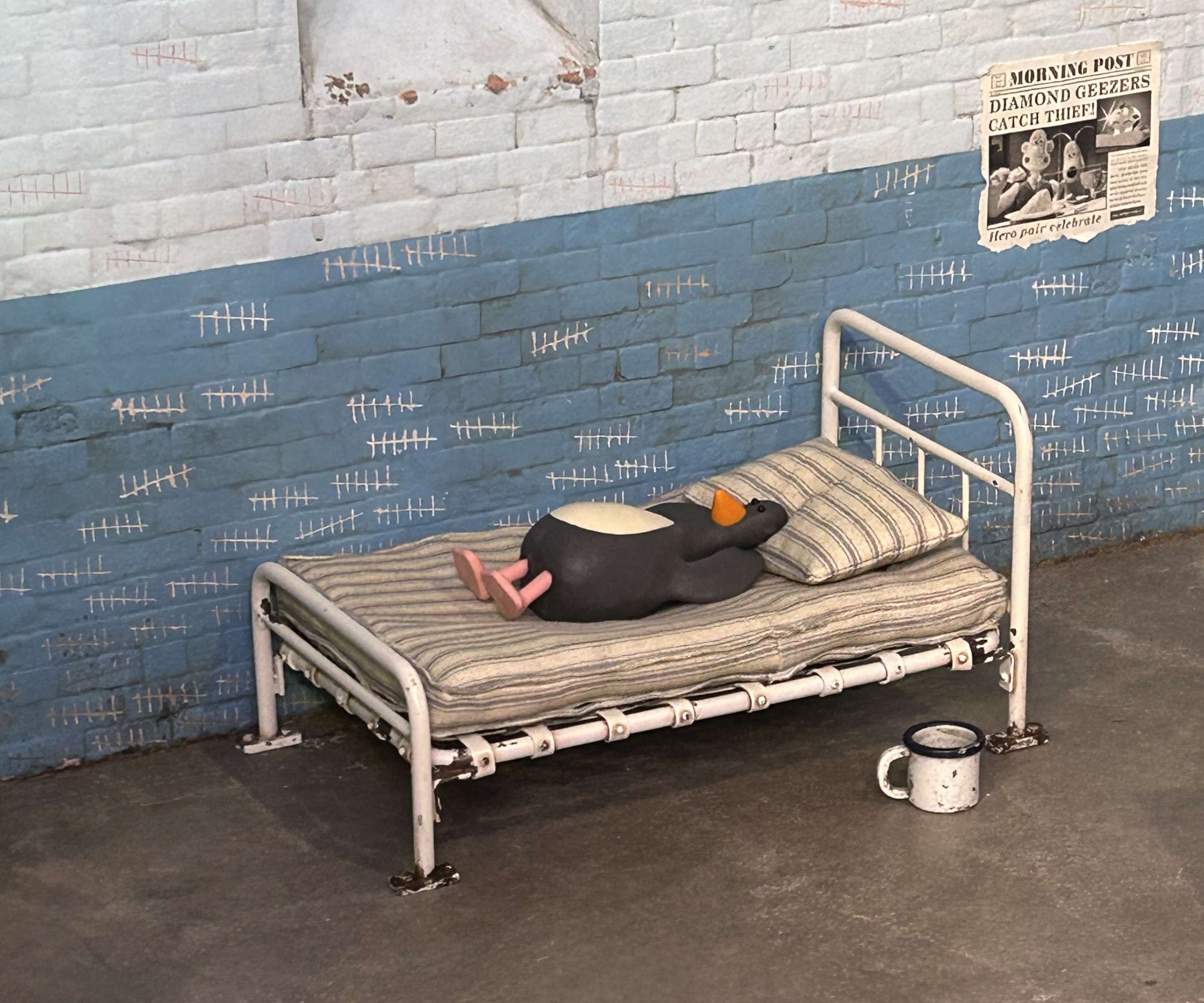
Reconstitution d'une scène du film (à Bristol) avec le manchot Feathers McGraw, antagoniste créé dans Un mauvais pantalon de 1993.

### Voix originales
Sauf indication contraire, les informations mentionnées dans cette section peuvent être confirmées par la base de données cinématographiques IMDb,  présente dans la section « Liens externes ».
- Ben Whitehead : Wallace
- Peter Kay : l'inspecteur Albert Mackintosh
- Reece Shearsmith : Norbot et les nains
- Lauren Patel (en) : Mukherjee
- Diane Morgan : Onya Doorstep (Aline Terview en VF)
- Muzz Khan : Anton Deck (Laurent Delamousse en VF)
- Lenny Henry : M. Convenience
- Adjoa Andoh : la juge
- Maya Sondhi (en) : Mme Gazebo
- John Sparkes (en) : le fermier (Shaun le mouton, caméo)

### Voix françaises
- Jean-Loup Horwitz : Wallace
- Patrick Messe : l'inspecteur Albert Mackintosh
- Marine Duhamel : Mukherjee
- Vincent de Boüard : Norbot (dialogues)
- Richard Rossignol : Norbot (chant)
- Juliette Poissonnier : Aline Terview

 Source et légende : version française (VF) sur RS Doublage

## Production

### Genèse et développement
Lors de la production de Sacré Pétrin, Nick Park a publiquement évoqué les difficultés rencontrées avec DreamWorks Animation lors de la réalisation de Wallace et Gromit : Le Mystère du lapin-garou, notamment les nombreuses remarques et exigences de la production visant à adapter le contenu pour plaire davantage au public américain,, ce qui l'a découragé de produire un autre long métrage pendant plusieurs années, Peter Lord soulignant que Park préférait un format proche d'une demi-heure.

### Attribution des rôles
C'est la première fois que Ben Whitehead interprète pleinement le rôle de Wallace depuis la mort de Peter Sallis en 2017. En effet, il avait déjà secondé ce dernier pour certaines scènes de Sacré Pétrin et avait assuré le doublage du personnage dans les jeux vidéo et les publicités depuis 2008. Peter Kay reprend quant à lui le rôle le rôle du policeman Albert Mackintosh, apparu dans Wallace et Gromit : Le Mystère du lapin-garou et promu chef inspecteur dans ce nouveau film.

### Tournage
L'usine qui produisait la pâte à modeler Lewis Newplast, utilisée par Aardman, a fermé en mars 2023, mais le studio avait acheté suffisamment de stock pour couvrir la production du nouveau film Wallace & Gromit. The Daily Telegraph a initialement rapporté que le studio pourrait ne plus être en mesure de produire de nouveaux films après cela, en raison de la pénurie de ce type de pâte à modeler, mais Aardman a démenti l'information dans un communiqué en confirmant que le studio trouverait un nouveau fournisseur.

## Distinctions
Sauf indication contraire, les informations mentionnées dans cette section peuvent être confirmées par la base de données cinématographiques IMDb,  présente dans la section « Liens externes ».

### Récompenses
- BAFTA 2025 : Meilleur film d'animation

### Nominations
- Critics Choice Awards 2025 : Meilleur film d'animation
- Golden Globes 2025 : meilleur film d'animation
- Oscars 2025 : Meilleur film d'animation

## Clin d'œils et références

### Littérature
- Gromit, seul dans sa chambre, lit Une chambre à soi de Virginia Woolf, dont le nom a ici été déformé en Virgina Woof pour la référence canine.
- Il lit également plus tard Paradis perdu de John Milton, dont le nom est orthographié en Stilton, en référence au fromage.

### Cinéma et Télévision
- Sur le portemanteau de Wallace se trouve une casquette similaire à celle que portait Peter Sallis, interprète historique du personnage, dans la sitcom Last of the Summer Wine.
- Apparaît brièvement un magazine de jardinage nommé Gardens of the Galaxy, référence aux Gardiens de la Galaxie.
- La vision de scan de Norbot rappelle celle du T-800 de la saga Terminator.
- Les nains taillent mécaniquement les arbres et les haies selon des formes artificielles, à la manière d'Edward aux mains d'argent.
- Quand Norbot est piraté, s'affiche sur l'écran de l'ordinateur une pluie numérique semblable à celle de Matrix.
- Le présentateur du journal télévisé se nomme Anton Deck, en référence au duo de présentateurs britanniques Ant & Dec. En VF, le personnage se nomme Laurent Delamousse, en référence au journaliste Laurent Delahousse.
- Lorsque Gromit utilise le détecteur de positionnement pour suivre les nains, l'écran montre qu'ils se dirigent vers lui, mais rien ne se passe, car ils contournent le détecteur en passant par en dessous, à la manière des xénomorphes dans Aliens, le retour, qui eux sont passés par au-dessus.
- Feathers McGraw se retournant dans un fauteuil noir en caressant un petit phoque blanc, fait référence au personnage de Blofeld dans la saga James Bond, qui caresse un chat blanc.
- Quand le sous-marin émerge, il laisse apparaître un canard en plastique en premier, rappelant le bateau canard du Pingouin dans Batman : Le Défi. Par ailleurs, Feathers s'échappe en s'envolant avec un parapluie, comme l'ennemi de Batman.
- Feathers McGraw joue la Toccata et fugue en ré mineur de Jean-Sébastien Bach lorsqu'il est dans le sous-marin, en référence au personnage du Capitaine Nemo dans le film Vingt Mille Lieues sous les mers de 1954 adapté du roman de Jules Verne.
- Quand Feathers a fini de jouer de l’orgue dans le sous-marin, il se retourne et boit dans une tasse arborant l’inscription « World’s Best Boss », référence à la tasse fétiche de Michael Scott (joué par Steve Carrell) dans The Office.
- La scène où la péniche se balance est inspirée du final du film L'or se barre, un classique du film de casse britannique, où un wagon de train se retrouve en équilibre de la même façon.

### Autres productions Aardman
- Wallace et Gromit utilisent une camionnette Austin A35, tout comme dans Le Mystère du lapin-garou et Sacré Pétrin : il s'agit vraisemblablement du même exemplaire, repeint et réadapté à chaque nouveau service professionnel proposé par le duo.
- Dans la cellule de Feathers se trouve une maquette de bateau rappelant celui du capitaine Pirate dans Les Pirates ! Bons à rien, mauvais en tout.
- La mise en scène du moment où Feathers utilise l'ordinateur de la prison avec un bras mécanique contrôlé par télécommande, notamment les contrechamps montrant le stress du manchot, renvoie à la scène du vol du diamant dans Un mauvais pantalon.
- Lorsque Feathers doit résoudre un captcha pour accéder à l'ordinateur de Wallace, où il faut cliquer sur les images de fromage, il hésite quelques instants sur celle de la Lune, visitée par Wallace et Gromit dans Une grande excursion car composée de fromage, avant de la sélectionner. Quand il y accède, on peut brièvement entendre le thème principal de Wallace et Gromit en 8-bit.
- La première fois que Norbot reprogrammé aperçoit Gromit, il passe devant la porte, se retourne et fixe le chien, le faisant sursauter avec un regard froid, tout comme la première apparition de Feathers McGraw dans Un mauvais pantalon.
- Gromit utilise la moto side-car rouge de Rasé de près.
- Le fermier myope de Shaun le mouton fait une rapide apparition lors de la course poursuite finale.

## Suites possibles
Après la sortie du film, le créateur Nick Park a confirmé à la BBC que ce ne serait pas la fin de la série : « Ce n'est certainement pas la fin, je pense qu'il leur reste encore du ressort. Nous continuerons. Il y a toujours des idées qui valent la peine d'être lancées. », Merlin Crossingham ajoute : « Donnez-nous une minute, elles prennent du temps à réaliser ! »